# Cristianismo no período pré-niceno

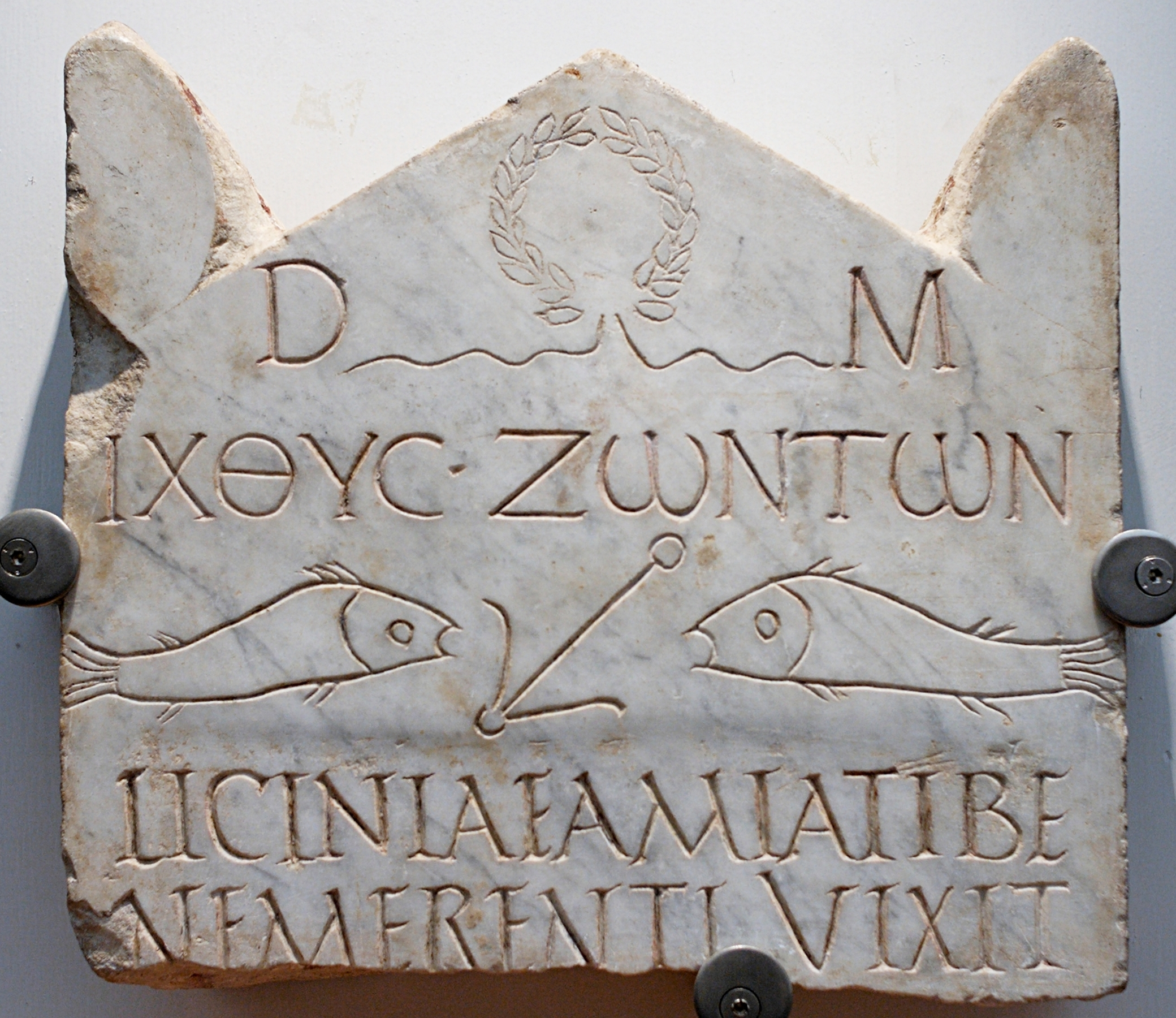
Estela funerária de Licinia Amias em mármore, no Museu Romano Nacional. Uma das primeiras inscrições cristãs encontradas, vem da área da necrópole do Vaticano no início do século III, em Roma. Nível superior: dedicação ao lema Dis Manibus e cristão em letras gregas ΙΧΘΥϹ ΖΩΝΤΩΝ (Ikhthus zōntōn, "peixe dos vivos", um predecessor do símbolo de Ichthys); camada intermediária: representação de peixe e uma âncora; nível inferior: inscrição em latim LICINIAE FAMIATI BE / NE MERENTI VIXIT

O Cristianismo no período Pré-Niceno foi o tempo na história cristã até o Primeiro Concílio de Niceia. Este artigo cobre o período que se seguiu à Idade Apostólica do primeiro século de 100 até 325.
O segundo e o terceiro séculos viram um forte divórcio do cristianismo desde suas raízes primitivas. Houve uma rejeição explícita do judaísmo moderno e da cultura judaica até o final do segundo século, com um crescente corpo de literatura adversa Judaeos. O cristianismo dos séculos IV e V sofreu pressões do governo do Império Romano e desenvolveu uma forte estrutura episcopal e unificadora. O período ante-Niceno foi sem essa autoridade e foi mais diversificado. Muitas variações nesta era desafiam categorizações puras, já que várias formas de cristianismo interagiam de forma complexa. Uma variação foi a proto-ortodoxia, que se tornou a Grande Igreja internacional e, nesse período, foi defendida pelos Padres Apostólicos. Essa foi a tradição do cristianismo paulino, que colocou importância na morte de Jesus como salvadora da humanidade e descreveu Jesus como Deus veio à Terra. Outra grande escola de pensamento foi o cristianismo gnóstico, que deu importância à sabedoria de Jesus salvar a humanidade e descreveu Jesus como um humano que se tornou divino através do conhecimento.
Enquanto a igreja cristã judaica estava centralizada em Jerusalém no primeiro século, o cristianismo gentio tornou-se descentralizado no segundo século. Vários concílios locais e provinciais da igreja antiga foram realizados durante esse período, com as decisões alcançando graus variados de aceitação por diferentes grupos cristãos. As principais figuras do segundo século, que mais tarde foram declaradas pela proto-ortodoxia como hereges, foram Marcião, Valetim e Montano.
Embora o uso do termo cristão seja atestado nos Atos dos Apóstolos (80–90), o uso registrado mais antigo do termo cristianismo (grego: Χριστιανισμός) é de Inácio de Antioquia, por volta de 107 d.C, que também está associado à modificação do sábado, à promoção do bispo e à crítica dos judaizantes.

## Crenças

### Escatologia
A visão escatológica predominante no período ante-niceno era o pré-milenismo, a crença de um reino visível de Cristo em glória na terra com os santos ressuscitados por mil anos, antes da ressurreição e julgamento gerais. Justino Mártir e Irineu foram os defensores mais francos do pré-milenismo. Justino Mártir viu-se como continuando na crença "judaica" de um reino messiânico temporário antes do estado eterno Irineu dedicou o Livro V de Contra as Heresias a uma defesa da ressurreição física e do julgamento eterno.
Outros pré-milenaristas iniciais incluídos Pseudo-Barnabé, Papias, Metódio, Lactâncio, Comodiano Teófilo, Tertuliano, Melitão, Hipólito de Roma e Vitorino de Pettau. No terceiro século, houve uma crescente oposição ao pré-milenismo. Orígenes foi o primeiro a desafiar abertamente a doutrina. Dionísio de Alexandria se opôs ao pré-milenismo quando o trabalho quiliástico, A refutação dos alegorizadores por Nepos, um bispo no Egito, se tornou popular em Alexandria, como observado na História eclesiástica de Eusébio. Eusébio disse a respeito do pré-milenista Papias, que ele era "um homem de pequena capacidade mental" porque havia interpretado o Apocalipse literalmente.

## Práticas
As comunidades cristãs passaram a adotar algumas práticas judaicas enquanto rejeitavam outras. Apenas Marcião propôs rejeitar toda a prática judaica, mas ele foi excomungado em Roma c. 144 e declarado herético pela crescente proto-ortodoxia.

### Sábado
Segundo Bauckham, a igreja pós-apostólica continha diversas práticas em relação ao sábado. Parece claro que a maioria da Igreja Primitiva não considerou a observação do sábado exigida ou de importância eminente para os cristãos e, de fato, adorada no domingo.

### Batismo infantil
O batismo infantil foi amplamente praticado pelo menos no século III, mas é discutido se foi nos primeiros séculos do cristianismo. Alguns acreditam que a Igreja no período apostólico praticou o batismo infantil, argumentando que a menção do batismo de lares nos Atos dos Apóstolos teria incluído crianças dentro da família. Outros acreditam que os bebês foram excluídos do batismo das famílias, citando versículos da Bíblia que descrevem as famílias batizadas como crentes, as quais as crianças são incapazes de fazer. No II século, Irineu, bispo de Lyon, pode ter se referido a ele. Além disso, Justino escreveu sobre o batismo em Primeira Apologia (escrito em meados do século II), descrevendo-o como uma escolha e contrastando-o com a falta de escolha que se tem no nascimento físico. No entanto, Justino, o Mártir também parece sugerir em outros lugares que os crentes eram "discípulos desde a infância", indicando, talvez, seu batismo.
A chamada Tradição Apostólica diz: "Batize primeiro as crianças, e se elas puderem falar por si mesmas, que o façam. Caso contrário, deixe seus pais ou outros parentes falarem por eles". Se foi escrita por Hipólito de Roma, a Tradição Apostólica poderia ser datada de cerca de 215, mas estudiosos recentes acreditam que ela é material de fontes separadas que variam do meio do século II ao IV, sendo reunidas e compiladas em cerca de 375-400. A evidência do século III é mais clara, com Orígenes chamando o batismo infantil "de acordo com o uso da Igreja" e Cipriano defendendo a prática. Tertuliano reconhece a prática (e que os pais falariam em nome dos filhos), mas, mantendo uma visão incomum do casamento, argumenta contra, com o argumento de que o batismo deve ser adiado para depois do casamento.
A interpretação das práticas batismais da igreja primitiva é importante para grupos como batistas, anabatistas e as igrejas de Cristo que acreditam que o batismo infantil foi um desenvolvimento que ocorreu durante o final do séc. II ao início do  séc. III. Os primeiros escritos cristãos mencionados acima, que datam do século II e III, indicam que os cristãos já no II século mantinham tal prática.

### Data da Páscoa
Os cristãos do Mediterrâneo oriental e ocidental tinham um histórico de diferenças e desacordos que remontam ao século II. Entre as discordâncias iniciais mais significativas está a controvérsia do Quartodecimanismo. Até o final do segundo século, houve uma diferença em namoro a celebração da Páscoa entre as igrejas ocidentais e os da Ásia Menor. As igrejas na Ásia Menor a celebraram no dia 14 do mês judaico de Nisan, um dia antes da Páscoa judaica, independentemente do dia da semana em que ela ocorreu, pois a crucificação ocorreu no dia anterior à Páscoa, de acordo com o Evangelho de João. Os latinos os chamavam de Quartodecimans, significando literalmente quadragésimo quarto. Na época, o Ocidente celebrou a Páscoa no domingo seguinte ao dia 14 de judeus de Nisan.
Vitor I, o bispo de Roma, tentou declarar herética a prática do 14 de nisan 14 e excomungar todos os que a seguiram. Nesta ocasião, Irineu e Policrates de Éfeso escreveram a Vitor. Irineu recordou a Victor a atitude mais tolerante do seu antecessor e os Policrates defenderam enfaticamente a prática asiática. A "excomunhão" de Victor dos asiáticos foi aparentemente anulada, e as duas partes reconciliaram-se em resultado da intervenção de Ireneu e de outros bispos, incluindo Tertuliano. Tertuliano e Irineu eram alunos de Policarpo, um discípulo do apóstolo João e, de acordo com as próprias palavras escritas de Policarpo, também era um "ouvinte" dos outros apóstolos. Policarpo era um bispo em Esmirna.
Mais tarde, Eusébio alegou que eram convocados sínodos e conferências de bispos, que governavam "sem voz dissidente" em apoio à Páscoa no domingo. Um método uniforme de calcular a data da Páscoa não foi formalmente abordado até 325 no Primeiro Concílio de Niceia. Hoje, a data ainda varia entre o Ocidente e o Oriente, mas isso ocorre porque o Ocidente adotou mais tarde o calendário gregoriano sobre o calendário juliano.

### Monasticismo
O monasticismo cristão institucional parece ter começado nos desertos do Egito do século III como uma espécie de martírio vivo. Antônio, o Grande (251-356), foi o primeiro a deixar especificamente o mundo e viver no deserto como monge. Antonio, também conhecido como Antão, viveu como eremita no deserto e gradualmente ganhou seguidores que viviam como eremitas por perto, mas não em comunidade real com ele. Um deles, Paulo, o Eremita (também conhecido como Paulo de Tebas, c.226 / 7-c.341) vivia em solidão absoluta, não muito longe de Antônio, e era considerado até por ele como um monge perfeito. Paulo havia ido ao deserto antes de Antônio, mas para escapar da perseguição, e não com o propósito de procurar a Deus. Esse tipo de monasticismo é chamado de eremítico ou "eremita". Pacômio de Tebas (c. 292-348) é tradicionalmente considerado o fundador do monasticismo cenobítico, no qual monges vivem em comunidades isoladas do mundo, mas não umas das outras.
À medida que o monaquismo se espalhava no Oriente, desde os eremitas que viviam nos desertos do Egito até a Palestina, Síria e até a Ásia Menor e além, os ditos (apophthegmata) e atos (praxeis) dos Pais do Deserto passaram a ser registrados e circulados, primeiro entre os companheiros monásticos e depois entre os leigos.

### Iconografia inicial

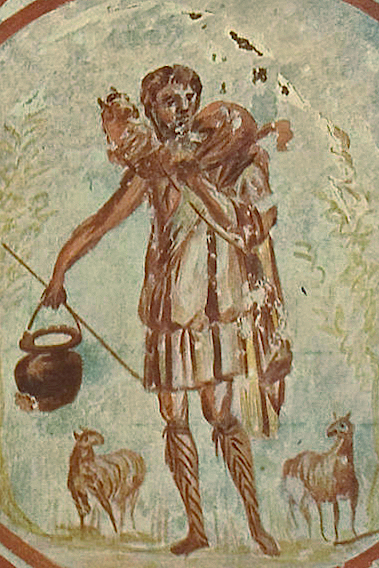
Cristo Jesus, o Bom Pastor, século III.

A arte cristã emergiu apenas relativamente tarde. Segundo o historiador de arte André Grabar, as primeiras imagens cristãs conhecidas emergem por volta de 200 d.C embora haja alguma evidência literária de que pequenas imagens domésticas foram usadas anteriormente. Embora muitos judeus helenizados pareçam, como na sinagoga Dura-Europos, ter imagens de figuras religiosas, a proibição mosaica tradicional de "imagens esculpidas " sem dúvida reteve algum efeito. Essa rejeição precoce de imagens, embora nunca proclamada por teólogos, e a necessidade de ocultar a prática cristã para evitar perseguições, deixa poucos registros arqueológicos sobre o cristianismo primitivo e sua evolução. As pinturas cristãs mais antigas são das catacumbas romanas, datadas de cerca de 200, e as esculturas cristãs mais antigas são de sarcófagos, que datam do início do III século.

## Diversidade e proto-ortodoxia
O desenvolvimento da doutrina, a posição da ortodoxia e a relação entre as várias opiniões é uma questão de contínuo debate acadêmico. Desde que o Credo Niceno chegou a definir a Igreja, os primeiros debates foram considerados uma posição ortodoxa unificada contra uma minoria de hereges. Walter Bauer, baseando-se em distinções entre cristãos judeus, cristãos paulinos e outros grupos como gnósticos e marcionitas, argumentou que o cristianismo primitivo era fragmentado, com várias interpretações concorrentes, sendo que apenas um deles acabaria dominando. Embora a tese original de Bauer tenha sido criticada, Elaine Pagels e Bart Ehrman explicaram ainda mais a existência de cristianismo variantes nos primeiros séculos. Eles vêem o cristianismo primitivo fragmentado em ortodoxias concorrentes contemporâneas.
Eamon Duffy observa que o cristianismo em todo o Império Romano estava "em um estado de fermento violento e criativo" durante o século II. A ortodoxia, ou proto-ortodoxia, existia ao lado de formas do cristianismo que eles logo considerariam "heresia" desviante. Duffy considera que os ortodoxos e os não ortodoxos às vezes eram difíceis de distinguir durante esse período, e simplesmente diz que o cristianismo primitivo em Roma tinha uma grande variedade de seitas cristãs concorrentes.
Alguns estudiosos ortodoxos argumentam contra o crescente foco na heterodoxia. Um movimento longe de presumir a correção ou o domínio da ortodoxia é visto como neutro, mas critica a análise histórica que assume que as seitas heterodoxas são superiores ao movimento ortodoxo.

### Crescimento do cristianismo
Rodney Stark estima que o número de cristãos cresceu aproximadamente 40% por década durante os séculos I e II. Esta taxa de crescimento fenomenal obrigou as comunidades cristãs a evoluir para se adaptarem às mudanças na natureza das suas comunidades, bem como na sua relação com o seu ambiente político e socioeconômico. Com o crescimento do número de cristãos, as comunidades cristãs tornaram-se maiores, mais numerosas e mais distantes geograficamente. A passagem do tempo também afastou alguns cristãos dos ensinamentos originais dos apóstolos, dando origem a ensinamentos que eram considerados heterodoxos e semeando controvérsia e divisão dentro das igrejas e entre as igrejas. Os escritores clássicos confundiram as primeiras congregações com sociedades funerárias ou fraternas que tinham características semelhantes como adoração divina, refeições comuns, reuniões regulares, iniciação, regras de conduta e seus próprios cemitérios.

### Variações em teologia
O período Ante-Niceno viu o surgimento de um grande número de seitas, cultos e movimentos cristãos, com fortes características unificadoras que faltavam no período apostólico. Eles tinham diferentes interpretações das Escrituras, particularmente diferentes cristologias - perguntas sobre a divindade de Jesus e salvação das conseqüências do pecado - e a natureza da Trindade. Muitas variações nesse tempo desafiam categorizações organizadas, pois várias formas de cristianismo interagiam de maneira complexa para formar o caráter dinâmico do cristianismo nessa época. O período pós-apostólico foi extremamente diversificado, tanto em termos de crenças quanto de práticas. Além do amplo espectro de ramos gerais do cristianismo, havia mudanças e diversidade constantes que variavelmente resultavam em conflitos internos e adoção sincrética.
Essas várias interpretações foram chamadas de heresias pelos líderes da igreja proto-ortodoxa, mas muitas eram muito populares e tinham muitos seguidores. Parte da tendência unificadora da proto-ortodoxia era um antijudaísmo e uma rejeição cada vez mais severos dos judaizantes. Alguns dos principais movimentos foram:
- O gnosticismo - dos séculos II ao IV - depende do conhecimento revelado de um Deus incognoscível, uma divindade distinta do Demiurgo que criou e supervisiona o mundo material. Os gnósticos alegaram ter recebido ensinamentos secretos (gnose) de Jesus através de outros apóstolos que não eram conhecidos publicamente, ou no caso de Valentino, de Paulo, o apóstolo. O gnosticismo é baseado na existência de tal conhecimento oculto, mas breves referências aos ensinamentos particulares de Jesus também sobreviveram nas escrituras canônicas ( Marcos 4,11), como advertiu o Cristo de que haveriam falsos profetas ou falsos mestres. Os oponentes de Irineu também alegaram que as fontes da inspiração divina não foram encerradas, que é a doutrina da revelação contínua.
- Marcionismo - século II - o Deus de Jesus era um Deus diferente do Deus do Antigo Testamento.
- Montanismo - século II - um movimento pentecostal iniciado por Montano e suas discípulas, apresentando revelações proféticas contínuas do Espírito Santo.
- Adocionismo - século II - Jesus não nasceu o Filho de Deus, mas foi adotado em seu batismo, ressurreição ou ascensão.
- Docetismo - século II e III - Jesus era puro espírito e sua forma física uma ilusão.
- O sabelianismo - século III - o Pai, o Filho e o Espírito Santo são três modos do Deus único e não as três pessoas separadas da Trindade.
- Arianismo - século III e IV - Jesus, embora não seja apenas mortal, não era eternamente divino e tinha um status menor do que Deus, o Pai.[45]

Em meados do século II, as comunidades cristãs de Roma, por exemplo, foram divididas entre seguidores de Marcião, Montano e os ensinamentos gnósticos de Valentino.
Muitos grupos eram dualistas, sustentando que a realidade era composta de duas partes radicalmente opostas: a matéria, geralmente vista como má, e o espírito, visto como bom. O cristianismo pró-ortodoxo, por outro lado, sustentava que os mundos material e espiritual foram criados por Deus e, portanto, eram bons, e que isso foi representado nas naturezas humanas e divinas e humanas de Cristo. O trinitarismo sustentava que Deus, o Pai, Deus, o Filho e o Espírito Santo eram todos estritamente um ser com três hipóstases.

### Proto-ortodoxia

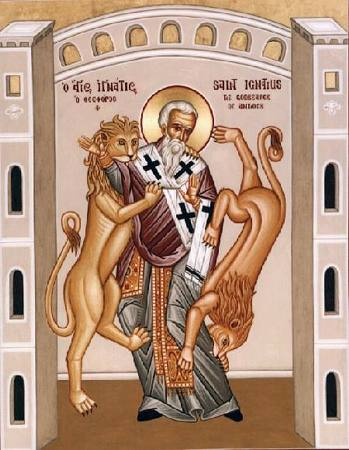
Inácio de Antioquia, um dos Padres Apostólicos e o terceiro bispo de Antioquia, foi considerado discípulo de João Apóstolo. No caminho para o seu martírio em Roma (c. 108), Inácio escreveu uma série de cartas preservadas que são exemplos da teologia cristã do final do séc. I ao início do séc. VII.

O cristianismo diferia de outras religiões romanas, na medida em que expunha suas crenças de maneira claramente definida, embora o processo de ortodoxia (crença correta) não estivesse fechada até o período dos sete primeiros concílios ecumênicos.
Irineu foi o primeiro a argumentar que sua posição "proto-ortodoxa" era a mesma fé que Jesus deu aos doze apóstolos e que a identidade dos apóstolos, seus sucessores e os ensinamentos dos mesmos eram todos de conhecimento público conhecido. Este foi, portanto, um argumento inicial apoiado pela sucessão apostólica. Irineu estabeleceu primeiro a doutrina de quatro evangelhos e não mais, os evangelhos sinóticos e o evangelho de João.
Os primeiros ataques a supostas heresias formaram o assunto da Prescrição Contra Hereges de Tertuliano (em 44 capítulos, escrita em Roma), e das Contra Heresias de Irineu (cerca de 180, em cinco volumes), escritas em Lyon após seu retorno de uma visita a Roma. As cartas de Inácio de Antioquia e Policarpo de Esmirna a várias igrejas alertaram contra os falsos mestres e a Epístola de Barnabé, aceita por muitos cristãos como parte das escrituras no século II, alertou sobre a mistura de judaísmo e cristianismo, assim como outros escritores, às decisões tomadas no Primeiro Concílio de Niceia, que foi convocado pelo Imperador Constantino em 325 em resposta a uma controvérsia polêmica mais perturbadora na comunidade cristã, nesse caso, Ario disputa a natureza da Trindade.
No final do século III, a proto-ortodoxia tornou-se dominante. Ele via os ensinamentos cristãos como ortodoxos ou heterodoxos. Os ensinamentos ortodoxos eram aqueles que afirmavam ter a linhagem autêntica da Santa Tradição. Todos os outros ensinamentos foram vistos como correntes de pensamento desviantes e possivelmente heréticos.

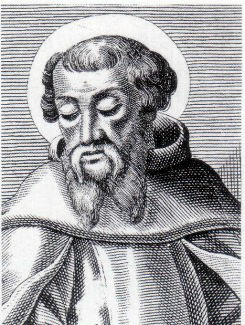
Irineu escreveu Sobre a detecção e a derrubada da chamada gnose.

Na igreja pós-apostólica, os bispos emergiram como superintendentes das populações cristãs urbanas, e um clero da hierarquia gradualmente assumiu a forma de episkopos (superintendentes, bispos), presbíteros (anciãos) e depois diáconos (servos).
Uma hierarquia dentro do cristianismo paulino parece ter se desenvolvido no final do século I e início do século II. (ver Epístolas Pastorais, c. 90-140)  postula Robert Williams que a "origem e início do desenvolvimento do episcopado e o conceito eclesiástico de (apostólica) de sucessão foram associados com situações de crise na igreja primitiva." Enquanto Clemente e os escritores do Novo Testamento usam os termos superintendente e ancião de forma intercambiável, uma estrutura episcopal se torna mais visível no século II.
Roger Haight postula o desenvolvimento da eclesiologia na forma de "Catolicismo Primitivo" como uma resposta ao problema da unidade da igreja. Assim, a solução para a divisão decorrente do ensino heterodoxo foi o desenvolvimento de "estruturas de ministério mais rígidas e padronizadas". Uma dessas estruturas é a forma tripartida de liderança da igreja que consiste em episkopoi (superintendentes); presbyteroi (anciãos), como foi o caso das comunidades judaicas; e diakonoi (servos ministeriais). Presbíteros foram ordenados e ajudaram o bispo; À medida que o cristianismo se espalhou, especialmente nas áreas rurais, os presbíteros exerceram mais responsabilidades e assumiram uma forma distinta como sacerdotes. Os diáconos também cumpriam certos deveres, como cuidar dos pobres e doentes.
Grande parte da organização oficial da estrutura eclesiástica foi realizada pelos bispos da igreja. Essa tradição de esclarecimento pode ser vista como estabelecida pelos Padres Apostólicos, que eram os próprios bispos.
A Enciclopédia Católica argumenta que, embora a evidência seja escassa no século II, a primazia da Igreja de Roma é afirmada pelo documento de Irineu de Lyon, Contra Heresias (189 d.C). Em resposta ao ensino gnóstico do século II, Irineu criou o primeiro documento conhecido que descreve a sucessão apostólica, incluindo os sucessores imediatos de Pedro e Paulo: Lino, Anacleto, Clemente I, Evaristo, Alexandre I  e Sisto I. A Igreja Católica considera esses homens os primeiros papas, através dos quais os papas posteriores reivindicariam autoridade. Na sucessão apostólica, um bispo se torna o sucessor espiritual do bispo anterior em uma linha que remonta aos próprios apóstolos. Ao longo do século II, essa estrutura organizacional tornou-se universal e continua a ser usada nas igrejas católica, ortodoxa e anglicana, bem como em algumas denominações protestantes.

#### Centros importantes da igreja
Jerusalém era um importante centro da igreja até 135. Tinha o prestígio de ser a cidade da morte de Jesus e relatou a ressurreição, e foi o centro da Era Apostólica, mas sofreu declínio durante os anos das guerras judaico-romana (66-135). O Primeiro Concílio de Niceia reconheceu e confirmou a tradição pela qual Jerusalém continuou a receber "honra especial", mas não lhe atribuiu nem mesmo autoridade metropolitana dentro de sua própria província, menos ainda a jurisdição extraprovincial exercida por Roma e as demais.
Constantinopla só ganhou destaque após o início do período cristão, sendo fundada oficialmente em 330, cinco anos após o Primeiro Concílio de Niceia, embora a cidade original muito menor de Bizâncio fosse um dos primeiros centros do cristianismo em grande parte devido à sua proximidade com a Anatólia.
A comunidade e a sede do patriarcado de Antioquia de acordo com a tradição ortodoxa foram fundadas por São Pedro e depois entregues a Santo Inácio, no que hoje é a Turquia.

#### Roma e o papado

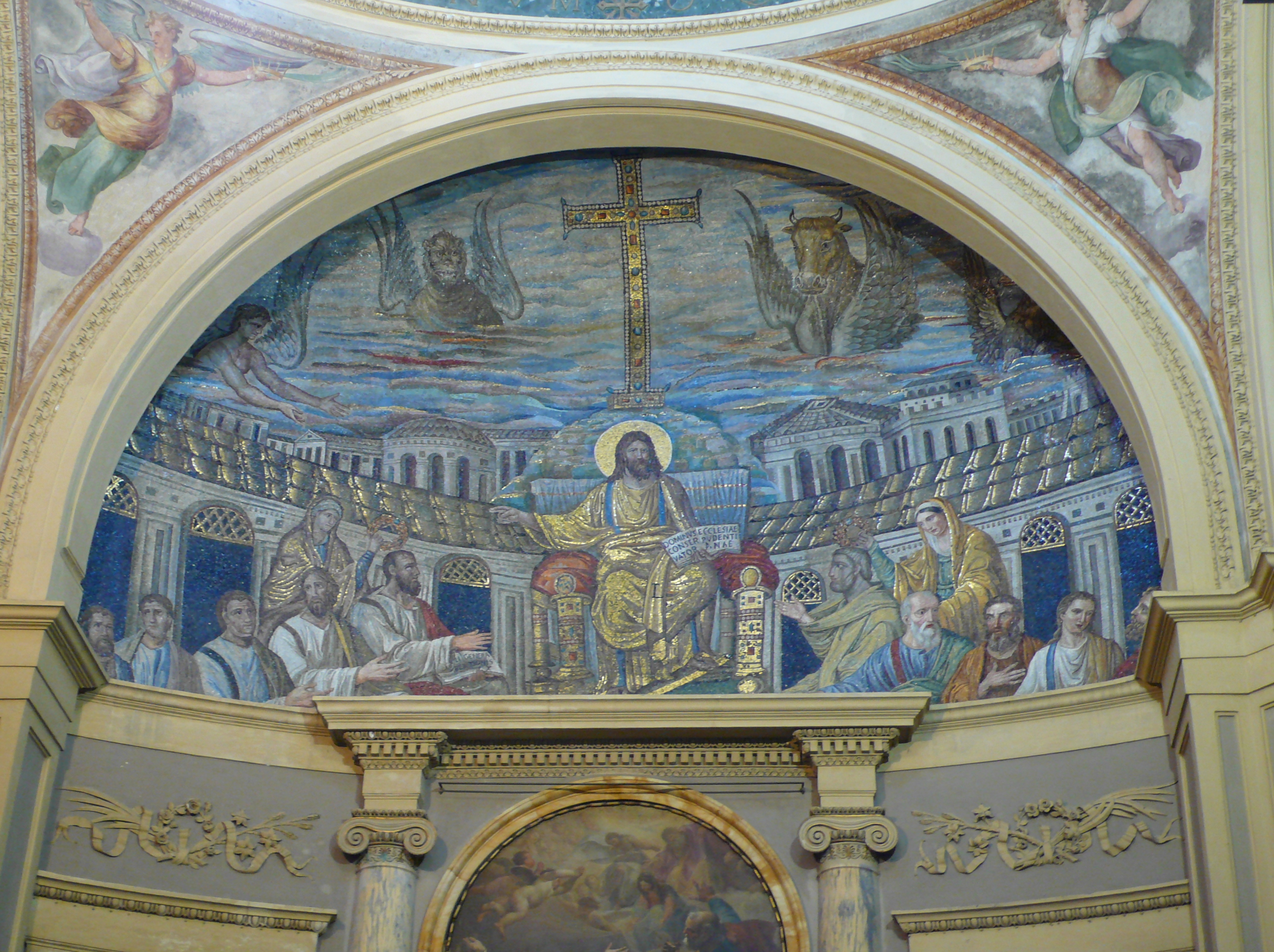
Uma cena mostrando Cristo Pantocrator de um mosaico romano na igreja de Santa Pudenziana em Roma, c. 410 dC

Irineu de Lyon acreditava no segundo século que Pedro e Paulo haviam sido os fundadores da Igreja em Roma e nomeado Lino como bispo sucessor.
Os quatro patriarcas orientais afirmaram o ministério e a morte de São Pedro em Roma e a sucessão apostólica dos bispos romanos. No entanto, eles perceberam isso como uma marca de honra, e não como uma autoridade abrangente sobre crenças e práticas, pois ainda se consideravam as autoridades finais em suas próprias regiões; veja, por exemplo, os bispos metropolitanos e a Pentarquia, ainda sob a orientação geral de o bispo de Roma. Outros patriarcas recorreram a Roma para apoio na resolução de disputas, mas também escreveram para outros patriarcas influentes para apoio da mesma maneira. Fora de algumas exceções notáveis, Bernhard Schimmelpfennig disse que o corpo de literatura que resta deste período, e mesmo nos séculos V e VI, ilustra como é ilustrar o alcance geralmente limitado da autoridade dos bispos romanos, mas mesmo assim reconheceu a autoridade.
William Kling afirma que, no final do século II, Roma era um importante centro do cristianismo, senão único, mas não tinha uma reivindicação convincente de primazia. O texto à prova de Petrina ocorre pela primeira vez historicamente em uma disputa entre Cipriano de Cartago e o Papa Estêvão. Um bispo de Cesareia chamado Firmilian ficou do lado de Cipriano em sua disputa, fervilhando contra a "arrogância insultante" de Estevão e as reivindicações de autoridade baseadas na Sé de Pedro. O argumento de Cipriano venceu o dia, com as reivindicações do Papa Estevão  encontrando rejeição.
A afirmação de Cipriano era que os bispos possuíam as chaves do perdão dos pecados, sendo todos os bispos os sucessores de São Pedro. Mais tarde, Jerônimo adotou o argumento da primazia do bispo romano no século V, posição adotada pelo papa Leão I.
No final do período cristão inicial, a igreja dentro do Império Romano tinha centenas de bispos, alguns deles (Roma, Alexandria, Antioquia, "outras províncias") mantendo alguma forma de jurisdição sobre outros.

## Desenvolvimento do cânone cristão

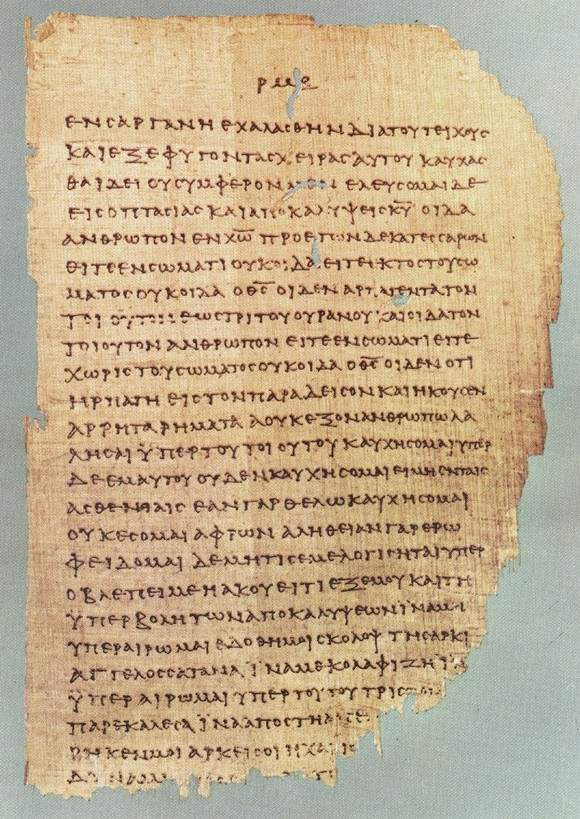
Um fólio da P46, uma coleção do início do século III de epístolas paulinas.

Os livros do cânone do Novo Testamento, que incluem os evangelhos canônicos, Atos, cartas dos apóstolos e Apocalipse, foram escritos antes de 120 d.C mas não definidos como "cânone" pela corrente ortodoxa até o século IV.
Os escritos atribuídos aos apóstolos circularam entre as primeiras comunidades cristãs. As epístolas paulinas estavam circulando em formas coletadas até o final do século I. Justino Mártir, no início do século II, menciona as "memórias dos apóstolos", que os cristãos chamavam de "evangelhos" e que eram consideradas semelhantes ao Antigo Testamento. Um cânon de quatro evangelhos (o tetramorfo) foi afirmado por Irineu, que se refere a ele diretamente.
Os debates sobre as escrituras estavam em andamento em meados do século II, concomitantemente com um aumento drástico de novas escrituras, tanto judaicas quanto cristãs. Debates sobre prática e crença gradualmente se tornaram dependentes do uso de escrituras que não eram o que Melito chamava de Antigo Testamento, conforme o cânon do Novo Testamento se desenvolvia. Da mesma forma, no século III ocorreu um afastamento da revelação direta como fonte de autoridade, principalmente contra os montanistas. "Escritura" ainda tinha um significado amplo e usualmente se referia à Septuaginta entre falantes de grego ou Targum entre falantes de aramaico ou às traduções do Vetus Latina em Cartago. Além da Torá (a Lei) e algumas das primeiras obras proféticas (os Profetas), não havia acordo sobre o cânon, mas isso não foi debatido muito no começo.
Alguns teorizam que a divisão do cristianismo primitivo e do judaísmo em meados do século II levou à determinação de um cânone judaico pela emergente movimento rabínico, embora, mesmo a partir de hoje, não há consenso acadêmico sobre quando o Cânone judaico foi definido. Por exemplo, alguns estudiosos argumentam que o cânone judaico foi fixado anteriormente, pela dinastia dos Asmoneus (140–137). Há uma falta de evidência direta de quando os cristãos começaram a aceitar suas próprias escrituras ao lado da Septuaginta. No século II, os cristãos mantiveram uma forte preferência pela tradição oral, como demonstrado claramente por escritores da época, como Papias.
A lista mais antiga de livros para o cânon do Novo Testamento é o fragmento muratoriano que data de 170. Mostra que, em 200, existia um conjunto de escritos cristãos algo semelhante   ao que é agora o Novo Testamento de 27 livros, que incluía os quatro evangelhos.
No início dos anos 200, Orígenes de Alexandria pode estar usando os mesmos 27 livros do Novo Testamento moderno, embora ainda houvesse disputas sobre a canonicidade de Hebreus, Tiago, II Pedro, II João e III João e Apocalipse. referido como Antilegomena (após Eusébio).

## Primeiros escritos ortodoxos - Pais da Igreja
Desde o final do século IV, o título "Padres da Igreja" tem sido usado para se referir a um grupo mais ou menos claramente definido de escritores eclesiásticos que são apelados como autoridades em questões doutrinárias. Eles são os primeiros e influentes teólogos e escritores da Igreja Cristã primitiva, que tiveram forte influência no desenvolvimento da proto-ortodoxia. Eles produziram dois tipos de obras: teológica e "apologética", sendo as últimas obras destinadas a defender a fé usando a razão para refutar argumentos contra a veracidade do cristianismo.

### Apologistas
Diante das críticas dos filósofos gregos e enfrentando perseguição, os apologistas escreveram para justificar e defender a doutrina cristã. As obras de Justino, o Mártir representam as primeiras "apologias" cristãs sobreviventes de tamanho notável.

### Padres Apostólicos
Os primeiros Padres da Igreja (dentro de duas gerações dos Doze apóstolos de Cristo) são geralmente chamados Padres Apostólicos, por terem conhecido e estudado pessoalmente sob os apóstolos. Padres Apostólicos importantes do século II incluem o Papa Clemente I (falecido em 99), Inácio de Antioquia (c. 35 - c. 110) e Policarpo de Esmirna (c. 69 - c. 155). Além disso, o Pastor de Hermas é geralmente colocado entre os escritos dos Padres Apostólicos, embora seu autor seja desconhecido.
Inácio de Antioquia (também conhecido como Teóforo) foi o terceiro bispo ou patriarca de Antioquia e um estudante do apóstolo João. No caminho para o seu martírio em Roma, Inácio escreveu uma série de cartas que foram preservadas como um exemplo da teologia dos primeiros cristãos. Os tópicos importantes abordados nessas cartas incluem eclesiologia, os sacramentos, o papel dos bispos e o sábado bíblico. Ele é o segundo depois de Clemente a mencionar as epístolas de Paulo.
Policarpo de Esmirna era bispo de Esmirna (hoje İzmir, na Turquia). Está registrado que ele tinha sido um discípulo de João. As opções para esse João são João, filho de Zebedeu, tradicionalmente visto como o autor do quarto Evangelho, ou João, o Presbítero. Os defensores tradicionais seguem Eusébio, insistindo que a conexão apostólica de Papias estava com João Evangelista, e que esse João, autor do Evangelho de João, era o mesmo que o Apóstolo João. Policarpo, c 156, tentou e falhou em convencer Aniceto, bispo de Roma, a fazer o Ocidente celebrar a Páscoa no dia 14 de Nisan, como no Oriente. Ele rejeitou a sugestão do papa de que o Oriente usasse a data ocidental. Em 155, os esmirneses exigiram a execução de Policarpo, e ele morreu mártir. A lenda afirma que as chamas construídas para matá-lo se recusaram a queimá-lo e que quando ele foi esfaqueado até a morte; tanto sangue saiu de seu corpo que apagou as chamas ao seu redor.
O Pastor de Hermas era popular na igreja primitiva, considerado um livro valioso por muitos cristãos e considerado escritura canônica por alguns dos pais da Igreja primitiva. Foi escrito em Roma, em grego. O pastor teve grande autoridade no segundo e terceiro séculos. Foi citado como Escritura por Irineu e Tertuliano e estava vinculado ao Novo Testamento no Codex Sinaiticus, e foi listado entre os Atos dos Apóstolos e os Atos de Paulo na lista pegajométrica do Codex Claromontanus.

### Pais gregos
Quem escreveu em grego é chamado de pai grego (da igreja). Os famosos pais gregos do século II (que não sejam os pais apostólicos) incluem: Irineu de Lyon e Clemente de Alexandria.
Irineu (c.130 –202) foi bispo de Lugduno na Gália, que atualmente é Lyon, França. Seus escritos foram formativos no desenvolvimento inicial da teologia cristã, e ele é reconhecido como santo pela Igreja Católica Romana e pela Igreja Ortodoxa Oriental. Ele se tornou um apologista muito cedo. Ele também era um discípulo de Policarpo, que se dizia ser discípulo de João Evangelista. Seu livro mais conhecido, Contra as heresias (c. 180), enumera as heresias e as ataca. Irineu escreveu que a única maneira de os cristãos manterem a unidade era humildemente aceitar uma autoridade doutrinária - concílios episcopais. Irineu foi o primeiro a propor que todos os quatro evangelhos fossem aceitos como canônicos.
Clemente de Alexandria (c.150 a c.215) era um teólogo cristão e o chefe da notável Escola Catequética de Alexandria e era versado na literatura pagã. Clemente é mais lembrado como o professor de Orígenes. Ele usou o termo "gnóstico" para os cristãos que alcançaram o ensino mais profundo do Logos. Ele combinou as tradições filosóficas gregas com a doutrina cristã e desenvolveu um platonismo cristão. Ele apresentou o objetivo da vida cristã como deificação, identificada como a assimilação do platonismo em Deus e a imitação bíblica de Deus.
Segundo a tradição, Orígenes (184 - 253) era um egípcio que ensinou em Alexandria, revivendo a Escola Catequética onde Clemente havia ensinado. Usando seu conhecimento do hebraico, ele produziu uma Septuaginta corrigida e escreveu comentários sobre todos os livros da Bíblia. Na obra Peri Archon (Primeiros Princípios), ele articulou a primeira exposição filosófica da doutrina cristã. Ele interpretou as escrituras alegoricamente, mostrando influências estoicas, neo-pitagóricas e platônicas. Como Plotino, ele escreveu que a alma passa por estágios sucessivos antes da encarnação como humano e após a morte, chegando finalmente a Deus. Ele imaginou até demônios sendo reunidos com Deus. Para Orígenes, Deus não era o Senhor, mas o Primeiro Princípio, e Cristo, o Logos, estava subordinado a ele. Seus pontos de vista sobre uma estrutura hierárquica na Trindade, a temporalidade da matéria, "a fabulosa preexistência de almas" e "a monstruosa restauração que se segue dela" foram declarados anátema no século VI. O patriarca de Alexandria inicialmente apoiou Orígenes, mas depois o expulsou por ser ordenado sem a permissão do patriarca. Ele se mudou para Cesareia Marítima e morreu lá depois de ser torturado durante uma perseguição.
Hipólito de Roma (c. 170-235 d.C) foi um dos escritores mais prolíficos do início do cristianismo. Hipólito nasceu durante a segunda metade do século II, provavelmente em Roma. Fócio o descreve em sua Bibliotheca (código 121) como um discípulo de Irineu, que se dizia ser um discípulo de Policarpo, e do contexto dessa passagem supõe-se que ele sugerisse que Hipólito o denominasse. No entanto, essa afirmação é duvidosa. Ele entrou em conflito com os papas de seu tempo e por algum tempo chefiou um grupo separado. Por esse motivo, ele é às vezes considerado o primeiro antipapa. No entanto, ele morreu em 235 ou 236 reconciliado com a Igreja e como mártir.

### Pais latinos
Os pais da igreja que escreveram em latim são chamados de pais latinos (da igreja).
Tertuliano (c.155–c.240 d.C.), que se converteu ao Cristianismo antes de 197, foi um prolífico escritor da apologética cristã, teologia, controverso e ascética obras. Ele escreveu três livros em grego e foi o primeiro grande escritor latino-Cristianismo, e por isso às vezes é conhecido como o "Pai da Igreja latina". Ele era, evidentemente, um advogado em Roma e o filho de um centurião Romano. Tertuliano disse ter introduzido o termo latino "trinitas" com relação ao Divino (Trindade) para o vocabulário Cristão (mas Teófilo de Antioquia já escreveu sobre "a Trindade, de Deus, e a Sua Palavra, e Sua sabedoria", que é semelhante, mas não idêntica, à Trindade da redação), e também, provavelmente, a fórmula "três Pessoas, uma Substância" como a latina "tres Personae, una substância negra" (próprio do grego Koiné "treis Hipóstases, Homoousios"), e também os termos "vetus testamentum" (Velho Testamento) e "novum testamentum" (Novo Testamento). Em sua obra Apologeticus, ele foi o primeiro autor latino que se classificou o Cristianismo como a "vera religio" (a verdadeira religião) e sistematicamente relegado a clássica Império Romano, a religião e outras cultos aceitos para a posição de meras "superstições". Tertuliano denunciou as doutrinas Cristãs que ele considerava heréticas, mas mais tarde na vida, Tertuliano é pensado por muitos aderiram o Montanismo, uma seita herética que apelou para o seu rigorismo.
Cipriano (200-258) foi bispo de Cartago e um importante escritor cristão primitivo. Ele provavelmente nasceu no início do século III no norte da África, talvez em Cartago, onde recebeu uma excelente educação clássica. Depois de se converter ao cristianismo, tornou-se bispo em 249 e acabou morrendo mártir em Cartago.

### Atitude em relação às mulheres
A atitude dos Padres da Igreja em relação às mulheres era paralela às regras da lei judaica em relação ao papel da mulher na adoração, embora a igreja primitiva permitisse que as mulheres participassem da adoração - algo que não era permitido na Sinagoga (onde as mulheres eram restritas à quadra externa). A Primeira Epístola a Timóteo ensina que as mulheres devem permanecer caladas durante o culto público e não devem instruir os homens ou assumir autoridade sobre elas. A Epístola aos Efésios, pede às mulheres que se submetam à autoridade de seus maridos.

## Perseguições e legalização
Não houve perseguição em todo o império aos cristãos até o reinado de Décio no século III. Enquanto o Império Romano vivia a Crise do Terceiro Século, o imperador Décio promulgou medidas destinadas a restaurar a estabilidade e a unidade, incluindo a exigência de que os cidadãos romanos afirmassem sua lealdade por meio de cerimônias religiosas pertencentes ao culto imperial. Em 212, a cidadania universal foi concedida a todos os habitantes livres do império e, com o decreto de Décio impondo a conformidade religiosa em 250, os cidadãos cristãos enfrentaram um conflito intratável: qualquer cidadão que se recusasse a participar da supplicatio em todo o império estava sujeito a a pena de morte. Embora durasse apenas um ano, a perseguição deciana foi um afastamento severo da política imperial anterior de que os cristãos não deveriam ser procurados e processados como inerentemente desleais. Mesmo sob Décio, os cristãos ortodoxos estavam sujeitos a prisão apenas por sua recusa em participar da religião cívica romana, e não eram proibidos de se reunir para adoração. Os gnósticos parecem não ter sido perseguidos.
O cristianismo floresceu durante as quatro décadas conhecidas como "Pequena Paz da Igreja", começando com o reinado de Galiano (253–268), que emitiu o primeiro edito oficial de tolerância em relação ao cristianismo. A era da coexistência terminou quando Diocleciano lançou a perseguição final e a "Grande" em 303.
O edito de Serdica, também conhecido como o Edito de Tolerância de Galério, foi emitido em 311 pelo imperador romano Galério, encerrando oficialmente a perseguição diocleciana ao cristianismo no Oriente. Com a passagem em 313 do edito de Milão, no qual os imperadores romanos Constantino, o Grande e Licínio legalizaram a religião cristã, cessou a perseguição aos cristãos pelo estado romano.

## Propagação do cristianismo

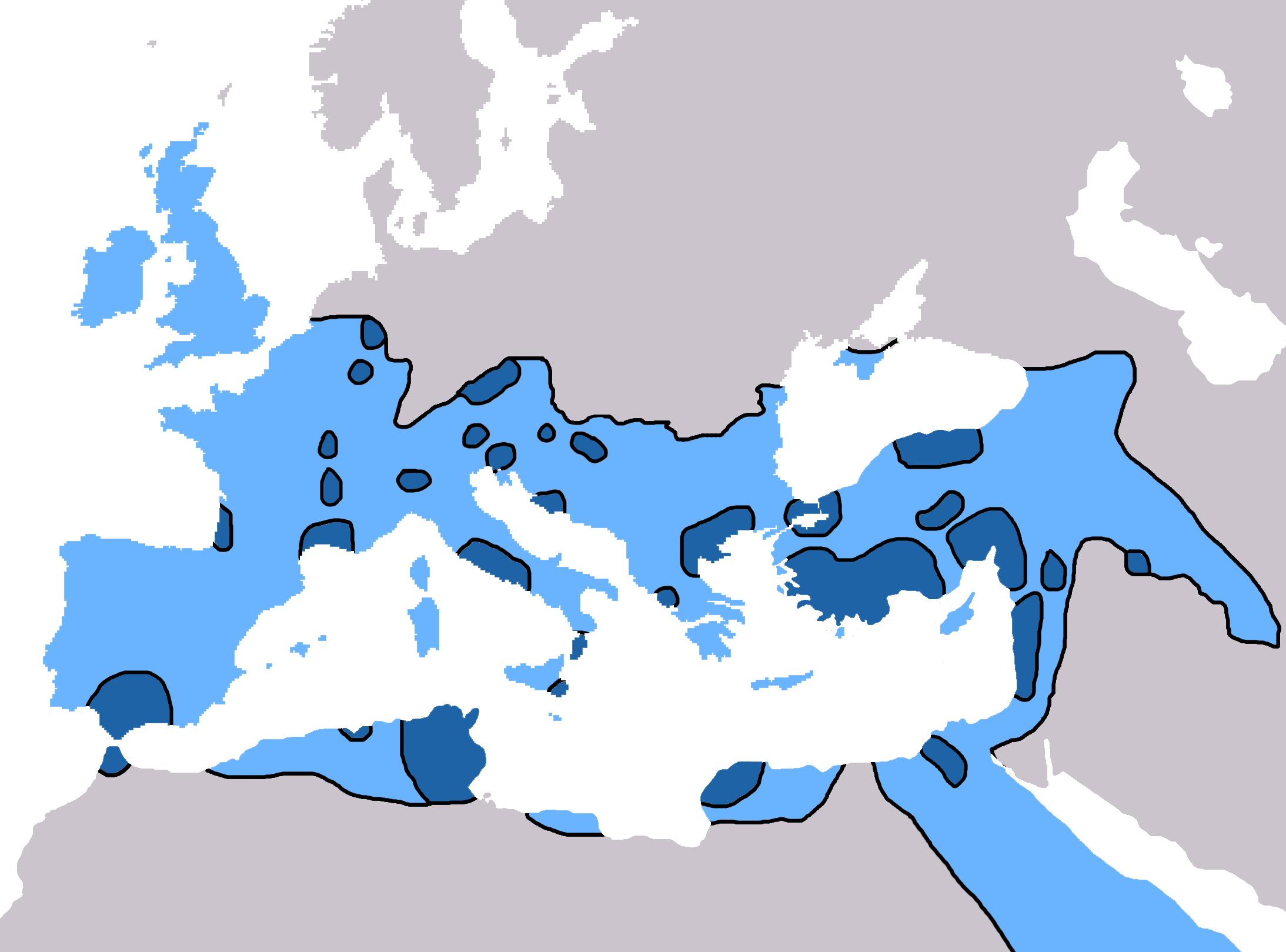
Spread of Christianity to AD 325

O cristianismo se espalhou para os povos de fala aramaica ao longo da costa do Mediterrâneo e também para as partes interiores do Império Romano, e além disso, até o Império Parta e o Império Sassânida, incluindo a Mesopotâmia, que foi dominada em diferentes épocas e com variações. extensões por esses impérios. Em 301, o Reino da Armênia se tornou o primeiro estado a declarar o cristianismo como religião do estado, após a conversão da Casa Real dos Arsácidos na Armênia. Com o cristianismo a fé dominante em alguns centros urbanos, os cristãos representavam aproximadamente 10% da população romana em 300, segundo algumas estimativas.
Na segunda metade do século II, o cristianismo havia se espalhado para o leste por todo território dos Medos, Pérsia, Pártia e Bactria. Os 20 bispos e muitos presbíteros eram mais da ordem dos missionários itinerantes, passando de um lugar para outro como Paulo e suprindo suas necessidades com ocupações como comerciante ou artesão.
Várias teorias tentam explicar como o cristianismo conseguiu se espalhar com tanto sucesso antes do Edito de Milão (313). Em A Ascensão do Cristianismo, Rodney Stark argumenta que o cristianismo substituiu o paganismo principalmente porque melhorou a vida de seus seguidores de várias maneiras. Dag Øistein Endsjø argumenta que o cristianismo foi ajudado por sua promessa de uma ressurreição geral dos mortos no fim do mundo, compatível com a crença tradicional grega de que a verdadeira imortalidade dependia da sobrevivência do corpo. Segundo Will Durant, a Igreja Cristã prevaleceu sobre o paganismo porque ofereceu uma doutrina muito mais atraente e porque os líderes da igreja trataram as necessidades humanas melhor do que seus rivais.
Bart D. Ehrman atribui a rápida difusão do cristianismo a cinco factores: (1) a promessa de salvação e vida eterna para todos era uma alternativa atraente às religiões romanas; (2) as histórias de milagres e curas supostamente mostraram que o único Deus cristão era mais poderoso que os muitos deuses romanos; (3) o cristianismo começou como um movimento de base que proporcionava esperança de um futuro melhor na próxima vida para as classes mais baixas; (4) O cristianismo afastou os adoradores de outras religiões, uma vez que se esperava que os convertidos desistissem da adoração de outros deuses, incomum na antiguidade, onde a adoração de muitos deuses era comum; (5) no mundo romano, converter uma pessoa significava muitas vezes converter toda a casa - se o chefe de família se convertesse, ele decidia a religião de sua esposa, filhos e escravos.